# Metaldehyde
Metaldehyde is een cyclisch ether met als brutoformule C8H16O4. Het is het cyclisch tetrameer van aceetaldehyde.

## Synthese
Metaldehyde kan bereid worden door middel van een cyclisatie van 4 equivalenten aceetaldehyde, met zwavelzuur als katalysator. Deze reactie is zeer temperatuurgevoelig: rond −10 °C wordt metaldehyde gevormd, terwijl bij kamertemperatuur het trimeer paraldehyde ontstaat.

## Toepassingen
Het wordt gebruikt in slakkenkorrels als slakkendodende stof (molluscicide). De technische stof die in deze korrels wordt gebruikt bevat ook nog hogere oligomeren van aceetaldehyde. Er waren in Nederland vele middelen op de markt, onder andere Metald-Slakkenkorrels (Bayer), Caragoal GR (Certis) en Luxan Slakkenkorrels. Deze producten bevatten ongeveer 6 à 6,5 gewichtsprocent metaldehyde. Daarnaast bevatten ze ook een afweermiddel, om te vermijden dat kinderen of huisdieren de korrels zouden opeten. Dit middel is meestal Bitrex (denatoniumbenzoaat). Bitrex is een zeer bittere stof die ook aan huishoudelijke producten wordt toegevoegd om te voorkomen dat kinderen die zouden inslikken.
Metaldehyde werd oorspronkelijk gebruikt in vaste brandstoftabletten (vaste spiritus) voor draagbare kacheltjes; het brandt net als spiritus met een blauwe vlam en zonder rook. Het vlampunt ligt bij ca. 36-40 °C. Vaak werd de naam dan ingekort tot meta.